# 博爾扎瓦
48°9′23″N 22°43′18″E / 48.15639°N 22.72167°E
博爾扎瓦（烏克蘭語：Боржава）是位於烏克蘭西部外喀爾巴阡州的貝雷霍韋區的村莊，始建於1321年，面積2.53平方公里，海拔高度114米，2001年人口1,502。